# Charles Pestel
Pour les articles homonymes, voir Pestel.
Charles Pestel est un acteur français. Pratiquant également le doublage, il est la voix française régulière de Jason Dohring, ainsi qu'entre autres l'une des voix de Jonah Hill, Chris Pratt et Cory Monteith.

## Biographie
Il débute dans le doublage à l'âge de 9 ans. Adolescent, il s'inscrit au théâtre de l'Ombre puis au Conservatoire du XXe, parallèlement il apprend le saxophone. Il joue sa première pièce en 1994 au théâtre de la Ville et est vite remarqué par Hervé Baslé qui lui confie son premier rôle à la télévision. Depuis, il a joué sur le petit écran jusqu'en 2002, le rôle principal dans La Place de l'autre auprès de Michael Lonsdale.
Il est le frère d'Arthur et Charlyne Pestel, également comédiens de doublage.

## Théâtre
- 1994 : Jacket ou la Main secrète, mise en scène par Bruno Boëglin

## Filmographie

### Cinéma
- 1994 : Copie conforme ou la Sœur d'Albert, court métrage de Jean-Claude Marchant

### Télévision

#### Téléfilms
- 1999 : Les Hirondelles d'hiver d'André Chandelle : Jean-Jean

#### Séries télévisées
- 1994 : Les Genoux cagneux de Hervé Baslé
- 1995 : Les Compagnons de l'aventure
- 1997 : Confession d'adolescente
- 1997 : Groupe nuit, épisode « Les Tricards » de Patrick Jamain
- 1999 : Le Compagnon, épisode « Le Labyrinthe » de Maurice Frydland : Guillaume
- 1999 : Justice de Gérard Marx
- 2000 : Madame la proviseur de Sébastien Grall : Blaise
- 2001 : Le Lycée d'Étienne Dhaene
- 2002 : Ni eux ni moi ou À la place de l'autre : Roberto Garzelli

### Publicités
- 1994 : Huiles Shell (film institutionnel)
- 1995 : Malabar
- 1998 : Charles Gervais

## Doublage

### Cinéma

#### Films
- Jonah Hill dans :
  - En cloque, mode d'emploi (2007) : Jonah
  - Evan tout-puissant (2007) : Eugene
  - Sans Sarah, rien ne va ! (2008) : Matthew
  - Django Unchained (2013) : l'un des hommes avec un sac sur la tête

- Elijah Wood dans :
  - Deep Impact (1998) : Leo Biederman
  - The Faculty (1999) : Casey Connor

- David Krumholtz dans :
  - Dix Bonnes Raisons de te larguer (1999) : Michael Eckman
  - Liberty Heights (1999) : Yussel

- Kumail Nanjiani dans :
  - Stuber (2019) : Stu « Stuber » Stli
  - The Lovebirds (2020) : Jibran

- 1991 : La Famille Addams : Pugsley Addams (Jimmy Workman)
- 1992 : Les Hauts de Hurlevent : Hindley Earnshaw à 16 ans (Steven Slarke)
- 1995 : Orky : Joshua Black (Joshua Jackson)
- 1996 : Le Dortoir des garçons : John Van Slieder (Russell Young)
- 1997 : Maman, je m'occupe des méchants : Stan Pruitt (Seth Smith)
- 1998 : Small Soldiers : Alan Abernathy (Gregory Smith)
- 1999 : Star Wars, épisode I : La Menace fantôme : voix additionnelle
- 2004 : L'Effet papillon : Tommy Miller à 13 ans (Jesse James)
- 2004 : Napoleon Dynamite : Pedro (Efren Ramirez)
- 2006 : Wilderness : Blue (Adam Deacon)
- 2007 : Cashback : Barry Brickman (Michael Dixon)
- 2007 : Sukiyaki Western Django : Yoshitsune (Yūsuke Iseya)
- 2008 : Leçons de conduite : Ben Marshall (Rupert Grint)
- 2008 : High School Musical 3 : Nos années lycée : Jason Cross (Ryne Sanborn)
- 2008 : Las Vegas 21 : Miles Connolly (Josh Gad)
- 2012 : American Pie 4 : voix additionnelles
- 2012 : The Amazing Spider-Man : un ami de Flash ( ? )
- 2014 : Veronica Mars : Logan Echolls (Jason Dohring)
- 2017 : Dunkerque : Gibson (Aneurin Barnard)
- 2018 : Final Score : ? ( ? )
- 2019 : Joker : un habitant de Gotham dans l'émission de Stan Helbrooks ( ? )

#### Films d'animation
- 1953 : Peter Pan : Jean Darling (2d doublage, 1992)
- 1976 : Goldorak : Goldorak contre Great Mazinger et L'Attaque du Dragosaure : Alcor (1er doublage, 1998)
- 1985 : L'Épée de Kamui : Uraka (2d doublage, 2007)
- 1994 : Le Septième Petit Frère : Théo (Tasli/Theo/J.C.)
- 1995 : Dingo et Max : Un des deux geeks / Chad / Marble Kid / Lanky Boy
- 1997 : Hercule : Ithicles
- 1999 : Doug, le film : Roger Klotz
- 2001 : Pokémon : Celebi, la voix de la forêt : Sacha (doublage tardif, 2007)
- 2003 : Les Enfants de la pluie : Tob
- 2004 : Pokémon : La Destinée de Deoxys : Sacha (doublage tardif, 2007)
- 2006 : Cool attitude, le film : Fifteen Cent
- 2007 : Shrek le troisième : voix additionnelles
- 2008 : La Fée Clochette : Gabble
- 2009 : Tempête de boulettes géantes : Brent
- 2010 : Megamind : Al Stewart / Titan[n 1]
- 2013 : La Reine des neiges : voix additionnelles
- 2013 : L'Île des Miam-nimaux : Tempête de boulettes géantes 2 : Brent
- 2016 : Comme des bêtes : Mel
- 2018 : Cro Man : Asbo
- 2019 : Comme des bêtes 2 : Mel
- 2020 : Dragon Quest: Your Story : Faras
- 2020 : Phinéas et Ferb, le film : Candice face à l'univers : Buford et Jérémy

### Télévision

#### Téléfilms
- 2003 : À nous de jouer (en) : Tyler (Jack Manchester)
- 2005 : Calvin et Tyco : Simon Gimple (Sean Sekino)
- 2007 : Les Deux Visages de Christie : Haley Colton (Annie Bovaird (en))
- 2008 : Secrets inavouables : Gabe (Justin Bradley (en))
- 2015 : La Muse de l'artiste : Luke Dwyer (Jason Dohring)
- 2017 : Dirty Dancing : Neil Kellerman (Trevor Einhorn (en))

#### Séries télévisées
- Jason Dohring dans (7 séries) :
  - Veronica Mars (2004-2007) : Logan Echolls (72 épisodes)
  - Moonlight (2007-2008) : Josef Kostan (16 épisodes)
  - Lie to Me (2010) : Martin Walker (saison 2, épisode 11)
  - Ringer (2012) : M. Carpenter (9 épisodes)
  - Supernatural (2012) : Chronos (saison 7, épisode 12)
  - Motive (2014) : Gordon White (saison 2, épisode 6)
  - The Messengers (2015) : Jeff Fairburn (3 épisodes)

- Blake Soper (en) dans :
  - Incorrigible Cory (1994-1998) : Joseph « Joey » Epstein (16 épisodes)
  - Troisième planète après le Soleil (1997-1999) : Elman (6 épisodes)

- Chris Pratt dans :
  - Everwood (2002-2006) : Bright Abbott (89 épisodes)
  - Newport Beach (2006-2007) : Winchester « Ché » Cook (9 épisodes)

- Josh Peck dans :
  - Drake et Josh (2004) : Josh Nichols (1re voix - saison 1)
  - Victorious (2011) : lui-même (saison 1, épisode 16 et saison 2, épisode 8)

- Cory Monteith dans :
  - Kyle XY (2006-2007) : Charlie Tanner (7 épisodes)
  - Glee (2009-2013) : Finn Hudson (81 épisodes)

- Steven Boyer (en) dans : 
  - Trial and Error (2017-2018) : Dwayne Reed (23 épisodes)
  - Chicago Fire (2018-2020) : Jerry Gorsch (6 épisodes)

- 1993-1999 : Star Trek: Deep Space Nine : Jake Sisko (Cirroc Lofton) (173 épisodes)
- 1994-2001 / 2010-2011 : Les Feux de l'amour : Matt Clark (Eddie Cibrian, Russell Lawrence puis Rick Hearst) (526 épisodes), Blake Joseph (Paul Leyden) (17 épisodes)
- 1997-1999 : Le Petit Malin : Marcus Henderson (Jason Weaver) (51 épisodes)
- 1998 : La Vie à cinq : Jamie Burke (Ross Malinger) (6 épisodes)
- 1999 : Charmed : Kyle (Jay Michael Ferguson) (saison 2, épisode 6)
- 1999 : Star Trek: Voyager : Jason Janeway (Bradley Pierce) (saison 5, épisode 23)
- 1999-2000 : Merci les filles : Keith Carlson (Trevor Fehrman) (13 épisodes)
- 1999-2002 : Le Loup-garou du campus : Merton Dingle (Danny Smith) (64 épisodes)
- 2000-2003 : La Guerre des Stevens : Tom Gribalski (Fred Meyers) (30 épisodes)
- 2001-2002 / 2003-2005 : Gilmore Girls : Brad Langford (Adam Wylie) (6 épisodes), Glenn Babble (Ethan Cohn) (12 épisodes)
- 2002 : Des jours et des vies : Henry Dozer (Jonathan Bouck) (7 épisodes)
- 2003 : Stargate SG-1 : Loki, un Asgard ( ? ) (saison 7, épisode 3)
- 2003[1] : Alliances et Trahisons : Sander Smith (Chad Brannon)
- 2003-2005 : Secrets de filles : Russell (Adam Paul Harvey) (10 épisodes)
- 2003-2007 : Les Frères Scott : Jonathan « Junk » Moretti (Cullen Moss) (1re voix, saisons 1 à 4)
- 2004 : Stargate Atlantis : Neleus (Shane Meier) (saison 1, épisode 6)
- 2004-2006 : 15/A : Rick Geddes (Kyle Switzer) (47 épisodes)
- 2006 : Dr House : Adam (James Immekus) (saison 2, épisode 12), Dan (Jake McDorman) (saison 2, épisode 16)
- 2006 : Windfall : Des dollars tombés du ciel : Damien Cutler (Jon Foster) (13 épisodes)
- 2006-2007 : Big Love : Jason Embry (Kyle Gallner) (6 épisodes)
- 2006-2007 : SMS, des rêves plein la tête : Francisco « Paco » Delgado Jarana (Guillermo Barrientos) (187 épisodes)
- 2007 : The Black Donnellys : Sean Donnelly (Michael Stahl-David) (13 épisodes)
- 2008 : Physique ou Chimie : Hugo (Adrían Marín) (4 épisodes)
- 2008 : Generation Kill : le caporal James Chaffin (Eric Ladin) (7 épisodes)
- 2008 : Génial Génie : Nadir (Luke Waldock) (3 épisodes)
- 2008-2010 : Breaking Bad : Christian « Combo » Ortega (Rodney Rush) (5 épisodes)
- 2009 : Trinity : Raj Puri (Arnab Chanda) (8 épisodes)
- 2009 : Lie to Me : Garrett Craywood (Patrick Cavanaugh) (saison 1, épisode 4)
- 2009-2010 : 90210 Beverly Hills : Nouvelle Génération : Mark Driscoll (Blake Hood (en)) (8 épisodes)
- 2011 : Les Sorciers de Waverly Place : Jared (Nick Roux) (saison 4, épisodes 14 et 15)
- 2011-2012 : Monroe : Bradley (Thomas Morrison) (12 épisodes)
- 2012-2013 : Vegas : Dixon Lamb (Taylor Handley) (21 épisodes)
- 2012 / 2014 : The Walking Dead : Gargulio (Dave Davis) (saison 3, épisode 6), l'agent Gorman, complice de Dawn (Cullen Moss) (saison 5, épisode 4)
- 2013 : Journal d'une ado hors norme : Big G (Eliot Otis Brown Walters) (5 épisodes)
- 2014 : Brooklyn Nine-Nine : l'officier Deetmore (Kevin Bigley) (saison 1, épisode 20), Isaac (Joe Mande) (saison 1, épisode 22)
- 2014-2015 : Major Crimes : Slider Rasenick (Garrett Coffey) (10 épisodes)
- 2014-2015 : Jessie : Hudson (Matt Shively) (3 épisodes)
- 2014-2019 : You're the Worst : Paul Jillian (Allen McLeod) (37 épisodes)
- 2014-2019 : Silicon Valley : Dinesh Chugtai (Kumail Nanjiani) (53 épisodes)
- 2015 : River : Frankie Stevenson (Turlough Convery) (épisode 4)
- 2015-2018 : Scorpion : Sylvester Dodd (Ari Stidham) (93 épisodes)
- 2015 / 2020 : Esprits criminels : Jason Gideon jeune (Ben Savage) (saison 10, épisode 13 et saison 15, épisode 9)
- 2016 : Once Upon a Time : Dr Henry Jekyll (Hank Harris) (5 épisodes)
- 2016 : Vinyl : Jorge (Christian Navarro) (4 épisodes)
- 2016 : NCIS : Nouvelle-Orléans : Michael Buckley (Jared Day) (3 épisodes)
- 2017 : Unforgotten : Le Passé déterré : Tyler Da Silva (Josef Altin) (saison 2, épisode 1)
- 2017-2018 : Vikings : Thorgrim (Rob Malone) (5 épisodes)
- 2017-2018 : Crazy Ex-Girlfriend : Sunil Odhav (Parvesh Cheena) (7 épisodes)
- 2017-2019 : Killjoys : Pippin Foster (Atticus Mitchell) (11 épisodes)
- 2017-2021 : Dear White People : Clifton (Erich Lane) (15 épisodes)
- 2018 : The Terror : Thomas Hartnell (Jack Colgrave Hurst) (9 épisodes)
- 2018-2021 : La Méthode Kominsky : Lane (Casey Thomas Brown) (20 épisodes)
- 2019 : Ray Donovan : Adam Rain (Michael Esper) (6 épisodes)
- 2019 : Cobra Kai : Raymond « la Rascasse » (Paul Walter Hauser) (1re voix, saison 2)
- 2019-2021 : Harry Bosch : Alex Kennedy (Mark Adair-Rios) (9 épisodes)

#### Séries d'animation
- 1982[n 2] : Ashita no Joe 2 : Sam, Jiro Shioya (épisode 27), Carlos Rivera (épisodes 39 et 40)
- 1991-1999 : Doug : Charlie, Boomer, Roger
- 1992[n 3] : Un chien des Flandres : Nello
- 1996 : Couacs en vrac : Riri Duck
- 1997 : Le Bus magique : Thomas (2e voix, saison 4)
- 1997-1998 : La Grande Chasse de Nanook : Nanook
- 1997-2000 : Superman, l'Ange de Metropolis : Cosmic Boy
- 1998-1999 : Poil de Carotte : Poil de Carotte
- 1998 : Fennec : Achille (2e voix, saison 2) / Damien
- 1998 : Le Livre de la jungle, souvenirs d'enfance : Shere Khan enfant (2e voix, saison 2)
- 1998 : Hercule : le garçon (épisode 12), le marionnettiste, un garçon et Ladon (épisode 13)
- 2000 : Love Hina : Keitaro Urashima / Lamba Lû
- 2001 : Drôles de petites bêtes : Léon le bourdon
- 2001-2005 : Cool Attitude : Myron Lewinski
- 2004-2005 : Teen Titans : Speedy
- 2006 : Keroro, mission Titar : Artus Monaté (1er doublage, épisodes 1 à 13)
- 2006-2007 : Death Note : Touta Matsuda
- 2006-2008 : Manon : Miro
- 2006-2015 : Georges le petit curieux : voix additionnelles
- 2007-2008 : Bunnytown[2] : Méchant Bunny
- 2007-2008 / 2013 : Totally Spies! : Blaine (saisons 5 et 6)
- 2007-2015 : Phinéas et Ferb : Jeremy et Buford (1res voix, saisons 1 à 4)
- 2008 : Magic : Reggie (saison 1, épisode 22)
- 2009 : SpieZ! Nouvelle Génération : Jimmy (épisode 1), Mel (épisode 3), Archibald (épisode 17) (création de voix)
- 2011 : Saint Seiya: The Lost Canvas : Manigoldo / Cheshire (saison 2)
- 2013-2019 : Teen Titans Go! : Speedy[n 4]
- 2016 : Pokémon Générations : Kelvin
- 2016 : Le Monde de Nina : le père de Nina
- 2018 : La Loi de Milo Murphy : Buford
- 2018-2019 : Captain Tsubasa : Ryō Ishizaki (1re voix, saison 1)

### Jeux vidéo
- 1996 : Toonstruck : le roi Hilarius
- 2000 : Donald Duck Couak Attack : Riri
- 2008 : Naruto: The Broken Bond : voix additionnelles
- 2009 : Harry Potter et le Prince de sang-mêlé : Vincent Crabbe
- 2009 : Anno 1404 : Leif Jorgensen
- 2010 : Mafia 2 : voix additionnelles
- 2014 : Lego Batman 3 : Au-delà de Gotham : Flash
- 2022 : Lego Star Wars : La Saga Skywalker : ?